# Balanço do Século XX, Paradigmas do Século XXI
Balanço do Século XX, Paradigmas do Século XXI é um programa de televisão brasileiro, transmitido pela TV Cultura. Trata-se do resultado de uma parceria da referida emissora com a CPFL Energia, através da qual resultou a criação de três programas distintos: o Balanço do Século XX, Paradigmas do Século XXI em si, o programa Café Filosófico e o Invenção do Contemporâneo.

## Episódios
| Módulo e Curadoria                              | Palestrante                        | Tema                                                  | Data       | Link |
| ----------------------------------------------- | ---------------------------------- | ----------------------------------------------------- | ---------- | ---- |
| As Artes no Século XX                           | Marcos Tognon                      | Arquitetura Contemporânea no Brasil                   | 22/10/2003 | Link |
| As Artes no Século XX                           | Luciano Migliaccio                 | As Vanguardas da Primeira Metade do Século XX         | ?          | Link |
| Fundadores do pensamento no século XX           | Luciano Migliaccio                 | Arquitetura Contemporânea no Brasil                   | 10/9/2003  | Link |
| Fundadores do pensamento no século XX           | Oswaldo Giacóia                    | O Impacto de Nietzsche no Século XX                   | ?          | Link |
| Fundadores do pensamento no século XX           | Franklin Leopoldo e Silva          | Fenomenologia e Existencialismo                       | ?          | Link |
| Fundadores do pensamento no século XX           | Gabriel Cohn                       | A Sociologia de Weber                                 | ?          | Link |
| Fundadores do pensamento no século XX           | Ney Branco                         | Freud e a Psicanálise                                 | ?          | Link |
| Fundadores do pensamento no século XX           | Marcos Nobre                       | O Marxismo da Teoria Crítica                          | ?          | Link |
| Fundadores do pensamento no século XX           | Luís Bernardo Araújo               | Jonh Rawls e o Renascimento do Liberalismo            | ?          | Link |
| Fundadores do pensamento no século XX           | Luiz Gonzaga de Mello Belluzzo     | As Teorias Econômicas de Keynes                       | ?          | Link |
| Grandes personagens da literatura brasileira    | Alcir Pécora                       | Augusto Matraga: o uso das paixões                    | ?          | Link |
| Grandes personagens da literatura brasileira    | Alcir Pécora                       | Belmiro, Burocrata Lírico: O Amanuense Belmiro        | ?          | Link |
| Grandes personagens da literatura brasileira    | Abel Barros Baptista               | A Cena de Capitu                                      | ?          | Link |
| Grandes personagens da literatura brasileira    | Antonio Arnoni Prado               | Leonardo e a Cultura do Malandro                      | ?          | Link |
| Grandes personagens da literatura brasileira    | Alcides Villaça                    | Fabiano e a Dialética do Romance (Vidas Secas)        | ?          | Link |
| Grandes personagens da literatura brasileira    | Maria Eugênia Boaventura           | Macunaíma e Serafim Ponte Grande                      | ?          | Link |
| Intérpretes do Brasil no século XX              | Maria Arminda do Nascimento Arruda | Florestan Fernandes e a Escola Paulista de Sociologia | ?          | Link |
| Intérpretes do Brasil no século XX              | Elide Rugai Bastos                 | Gilberto Freyre e o tema da miscigenação ?            |            | Link |
| Intérpretes do Brasil no século XX              | Luiz Werneck Vianna                | Por que pensamos tanto o Brasil?                      | ?          | Link |
| Intérpretes do Brasil no século XX              | Gilberto Felisberto Vasconcellos   | O Folclore em Questão: Câmara Cascudo                 | ?          | Link |
| Intérpretes do Brasil no século XX              | Marco Aurélio Nogueira             | Positividades e Negatividades da Herança Ibérica      | ?          | Link |
| Os Mitos Literários do Ocidente e a Modernidade | João Alexandre Barbosa             | Os Engenhos de Dom Quixote                            | ?          | Link |
| Os Mitos Literários do Ocidente e a Modernidade | Manuel da Costa Pinto              | Os Anti-heróis da Modernidade                         | ?          | Link |